# Campeonato Uruguaio de Futebol de 2021
O Campeonato Uruguaio de Futebol de 2021 foi a 118ª edição da primeira divisão do futebol uruguaio organizado pela AUF, correspondente ao ano de 2021.

## Sistema de disputa
O sistema para esta edição, que começará mais tarde que o normal por conta do atraso na definição do torneio de 2020 devido à paralisação das competições pela pandemia de COVID-19, consistirá em um formato mais enxuto que o das edições anteriores, contando apenas com um Torneo Apertura e um Torneo Clausura, suprimindo o Torneo Intermedio, que ficava entre as duas outras competições. Tanto o Apertura quanto o Clausura são jogados pelas 16 equipes em 15 rodadas no sistema de todos contra todos.
Para determinar o campeão uruguaio da temporada, é jogada uma semifinal entre os campeões do Apertura e do Clausura, levando o vencedor à final contra o clube com mais pontos na tabela anual.
Normalmente, como o Uruguai carece de uma copa nacional interdivisional, o campeão da Supercopa Uruguaya se define entre o campeão da liga uruguaia e o vencedor do Torneo Intermedio. Neste casso, ao não ser disputado tal certame, cabe à AUF resolver como se dará a Supercopa.
Em relação às vagas para as competições internacionais, o processo é o seguinte:
1. O campeão uruguaio se classificará como Uruguai 1 para a Copa Libertadores do ano seguinte.
2. O vice-campeão (perdedor da final do campeonato, se disputada; caso contrário, o melhor colocado na tabela anual excetuando o campeão) se classificará como Uruguai 2 para a Copa Libertadores do ano seguinte.
3. O melhor colocado na tabela anual tirando o campeão e o vice se classificará como Uruguai 3 para a segunda fase prévia da Copa Libertadores do ano seguinte. O Uruguai 4, que disputará a primeira fase prévia da Copa Libertadores do ano seguinte, será o sucessor na tabela anual.
4. O campeão do Apertura ou do Clausura que não se sagrou campeão ou vice do campeonato uruguaio nem conseguiu a classificação prevista no item 3 se classificará como Uruguai 1 para a Copa Sul-Americana do ano seguinte.
5. Os clubes que não forem contemplados pelos itens anteriores e que obtenham as melhores classificações na tabela anual se classificarão para a Copa Sul-Americana do ano seguinte, correspondendo ao posicionamento na tabela anual.
6. Caso a Conmebol amplie de forma permanente ou temporária as vagas para os clubes uruguaios para qualquer competição internacional que ela organize, a classificação às mesmas sairá da tabela anual da respectiva temporada.

## Equipes participantes

### Trocas de divisões
Um total de 16 equipes disputam o campeonato, incluindo 13 equipes da Primera División de 2020 e 3 equipes que subiram da Segunda División de 2020.
| Clube          | Subiu como                                       |
| -------------- | ------------------------------------------------ |
| Cerrito        | Campeão da Segunda División de 2020              |
| Villa Española | Vice-campeão da Segunda División de 2020         |
| Sud América    | Vencedor do Play-Off da Segunda División de 2020 |

| Clube             | Rebaixado como                        |
| ----------------- | ------------------------------------- |
| Defensor Sporting | 14° na Tabela de rebaixamento de 2020 |
| Danubio           | 15° na Tabela de rebaixamento de 2020 |
| Cerro             | 16° na Tabela de rebaixamento de 2020 |

### Informação das equipes
Dados de antes do início do torneio. Todos os dados estatísticos correspondem unicamente aos Campeonatos Uruguaios organizados pela Asociación Uruguaya de Fútbol (AUF), não sendo incluídos os torneios da FUF de 1923 e 1924 nem o Torneio do Conselho Provisório de 1926 nas temporadas contadas. As datas de fundação das equipes são as declaradas pelos próprios clubes.
| Equipe                 | Cidade                 | Estádio                     | Capacidade | Fundação                | Títulos | Vice | 2020 |
| ---------------------- | ---------------------- | --------------------------- | ---------- | ----------------------- | ------- | ---- | ---- |
| Boston River           | Montevidéu             | Centenario                  | 60.235     | 20 de fevereiro de 1939 | —       | —    | 14°  |
| Cerrito                | Montevidéu             | Parque Maracaná             | 8.000      | 28 de outubro de 1929   | —       | —    |      |
| Cerro Largo            | Melo                   | Ubilla                      | 10.000     | 19 de novembro de 2002  | —       | —    | 6°   |
| Deportivo Maldonado    | Maldonado              | Domingo Burgueño Miguel     | 25.000     | 25 de agosto de 1928    | —       | —    | 11º  |
| Fénix                  | Montevidéu             | Parque Capurro              | 5.500      | 7 de julho de 1916      | —       | —    | 7°   |
| Liverpool              | Montevidéu             | Belvedere                   | 8.384      | 15 de fevereiro de 1915 | —       | —    | 3°   |
| Montevideo City Torque | Montevidéu             | Charrúa                     | 14.000     | 26 de dezembro de 2007  | —       | —    | 5º   |
| Montevideo Wanderers   | Montevidéu             | Parque Alfredo Víctor Viera | 15.000     | 15 de agosto de 1902    | 3       | 8    | 8°   |
| Nacional               | Montevidéu             | Gran Parque Central         | 34.000     | 14 de maio de 1899      | 47      | 44   |      |
| Peñarol                | Montevidéu             | Campeón del Siglo           | 40.005     | 28 de setembro de 1891  | 50      | 41   | 4°   |
| Plaza Colonia          | Colonia del Sacramento | Juan Gaspar Prandi          | 6.000      | 22 de abril de 1917     | —       | —    | 10°  |
| Progreso               | Montevidéu             | Abraham Paladino            | 5.400      | 30 de abril de 1917     | 1       | —    | 12°  |
| Rentistas              | Montevidéu             | Complejo Rentistas          | 10.600     | 26 de março de 1933     | —       | —    |      |
| River Plate            | Montevidéu             | Saroldi                     | 5.165      | 11 de maio de 1932      | —       | 1    | 9°   |
| Sud América            | Montevidéu             | Parque Carlos Ángel Fossa   | 18.000     | 1 de março de 1932      | —       | —    |      |
| Villa Española         | Montevidéu             | Obdulio Varela              | 8.000      | 15 de março de 1913     | —       | —    |      |

1. ↑  De propriedade da Intendência de Montevidéu
2. ↑  De propriedade da Intendência de Cerro Largo
3. ↑  De propriedade da Intendência de Maldonado
4. ↑  De propriedade da Intendência de Colonia

## Torneo Apertura
O Torneo Apertura será o primeiro torneio da temporada de 2021. Começará em 24 de abril.

### Classificação
| Pos | Equipe                 | Pts | J  | V  | E | D | GP | GC | SG  | Classificação                |
| --- | ---------------------- | --- | -- | -- | - | - | -- | -- | --- | ---------------------------- |
| 1   | Plaza Colonia          | 36  | 15 | 11 | 3 | 1 | 20 | 7  | +13 | Final do Campeonato Uruguaio |
| 2   | Nacional               | 29  | 15 | 9  | 2 | 4 | 23 | 14 | +9  |                              |
| 3   | Peñarol                | 28  | 15 | 7  | 7 | 1 | 22 | 10 | +12 |                              |
| 4   | Liverpool              | 27  | 15 | 8  | 3 | 4 | 38 | 20 | +18 |                              |
| 5   | River Plate            | 26  | 15 | 7  | 5 | 3 | 27 | 20 | +7  |                              |
| 6   | Montevideo City Torque | 25  | 15 | 8  | 1 | 6 | 26 | 19 | +7  |                              |
| 7   | Fénix                  | 21  | 15 | 6  | 3 | 6 | 20 | 22 | −2  |                              |
| 8   | Cerro Largo            | 20  | 15 | 6  | 2 | 7 | 20 | 22 | −2  |                              |
| 9   | Cerrito                | 19  | 15 | 5  | 4 | 6 | 14 | 15 | −1  |                              |
| 10  | Sud América            | 18  | 15 | 5  | 3 | 7 | 15 | 22 | −7  |                              |
| 11  | Montevideo Wanderers   | 17  | 15 | 5  | 2 | 8 | 12 | 16 | −4  |                              |
| 12  | Rentistas              | 16  | 15 | 4  | 4 | 7 | 12 | 21 | −9  |                              |
| 13  | Boston River           | 14  | 15 | 3  | 5 | 7 | 14 | 19 | −5  |                              |
| 14  | Deportivo Maldonado    | 14  | 15 | 3  | 5 | 7 | 11 | 22 | −11 |                              |
| 15  | Progreso               | 11  | 15 | 2  | 5 | 8 | 13 | 26 | −13 |                              |
| 16  | Villa Española         | 9   | 15 | 1  | 6 | 8 | 14 | 26 | −12 |                              |

### Resultados
| Mandante \ Visitante   | BOR | CSC | CRL | DMA | FNX | LIV | MCT | WAN | NAC | PEÑ | PCO | PRO | REN | RIV | SUD | VES |
| ---------------------- | --- | --- | --- | --- | --- | --- | --- | --- | --- | --- | --- | --- | --- | --- | --- | --- |
| Boston River           | —   | —   | 1–0 | —   |     | 1–1 | 1–2 | —   | 1–1 | —   | —   | —   | 1–2 | —   |     | —   |
| Cerrito                | 1–0 | —   | —   |     | —   | —   |     | —   |     | —   | 1–2 | 0–0 | 0–1 | 3–1 | —   | —   |
| Cerro Largo            | —   | 3–1 | —   | —   | 1–2 | —   | —   |     | —   |     | —   | —   | —   | 2–4 | 2–1 |     |
| Deportivo Maldonado    |     | —   | 2–1 | —   |     | 2–4 | —   | —   | —   | —   |     | 1–1 | —   | 0–0 | 1–3 | —   |
| Fénix                  | —   | 1–3 | —   | —   | —   | —   | —   |     | —   | 0–0 |     | 2–1 | —   | 3–4 | —   | 1–0 |
| Liverpool              | —   |     | 3–0 | —   | 5–2 | —   | —   | 2–1 | —   |     | —   | —   | —   | —   | 5–0 |     |
| Montevideo City Torque | —   | —   |     | 2–3 | 2–0 |     | —   | 2–1 | 3–0 | 0–1 | —   | —   | —   | —   | 0–1 | —   |
| Montevideo Wanderers   | 1–0 | 1–0 | —   | 0–0 | —   | —   | —   | —   | —   | 0–0 |     |     | —   | 1–2 | —   | 3–0 |
| Nacional               | —   | —   | 1–2 |     | 3–1 |     | —   | 3–0 | —   | 2–0 | —   | —   | —   | —   | 1–0 |     |
| Peñarol                | 5–2 | 2–0 | —   | 4–0 | —   | —   | —   | —   | —   | —   | 0–0 |     | 1–1 |     | —   | 1–1 |
| Plaza Colonia          |     | —   | 1–1 | —   | —   | 2–1 | 1–0 | —   | 1–2 | —   | —   | —   |     | —   | 1–0 | —   |
| Progreso               | 1–0 | —   | 0–0 | —   | —   | 1–3 |     | —   | 1–3 | —   | 1–2 | —   |     | —   | —   | —   |
| Rentistas              | —   | —   |     | 0–2 | 0–3 | 2–1 | 0–2 | 0–1 | 1–1 | —   | —   | —   | —   | —   |     | —   |
| River Plate            | 1–1 | —   | —   | —   | —   | 3–2 |     | —   |     | —   | 0–1 | 4–0 | 0–0 | —   | —   | —   |
| Sud América            | —   | 0–0 | —   | —   |     | —   | —   |     | —   |     | —   | 2–4 | —   | 1–2 | —   | 2–1 |
| Villa Española         | 2–2 |     | —   | 2–0 | —   | —   | 2–3 | —   | —   | —   | 1–3 | 0–0 | 0–1 |     | —   | —   |

### Artilharia
| 0Gols0 | Jogador | Clube |
| ------ | ------- | ----- |

## Torneo Clausura
O Torneo Clausura será o segundo e último torneio da temporada de 2021.

### Classificação
| Pos | Equipe                 | Pts | J  | V | E | D  | GP | GC | SG  | Classificação                |
| --- | ---------------------- | --- | -- | - | - | -- | -- | -- | --- | ---------------------------- |
| 1   | Peñarol                | 32  | 15 | 9 | 5 | 1  | 27 | 11 | +16 | Final do Campeonato Uruguaio |
| 2   | Nacional               | 28  | 15 | 8 | 4 | 3  | 23 | 15 | +8  |                              |
| 3   | Cerro Largo            | 27  | 15 | 6 | 9 | 0  | 24 | 11 | +13 |                              |
| 4   | Montevideo Wanderers   | 27  | 15 | 8 | 3 | 4  | 23 | 18 | +5  |                              |
| 5   | Montevideo City Torque | 25  | 15 | 7 | 4 | 4  | 26 | 19 | +7  |                              |
| 6   | Progreso               | 25  | 15 | 7 | 4 | 4  | 12 | 7  | +5  |                              |
| 7   | Boston River           | 22  | 15 | 6 | 4 | 5  | 24 | 25 | −1  |                              |
| 8   | Cerrito                | 21  | 15 | 6 | 3 | 6  | 20 | 22 | −2  |                              |
| 9   | Plaza Colonia          | 20  | 15 | 5 | 5 | 5  | 20 | 18 | +2  |                              |
| 10  | Fénix                  | 19  | 15 | 4 | 7 | 4  | 18 | 18 | 0   |                              |
| 11  | Deportivo Maldonado    | 17  | 15 | 5 | 2 | 8  | 13 | 18 | −5  |                              |
| 12  | River Plate            | 16  | 15 | 4 | 4 | 7  | 18 | 22 | −4  |                              |
| 13  | Liverpool              | 15  | 15 | 4 | 3 | 8  | 15 | 19 | −4  |                              |
| 14  | Rentistas              | 14  | 15 | 4 | 2 | 9  | 18 | 24 | −6  |                              |
| 15  | Sud América            | 13  | 15 | 3 | 4 | 8  | 14 | 26 | −12 |                              |
| 16  | Villa Española         | 6   | 15 | 1 | 3 | 11 | 12 | 34 | −22 |                              |

### Artilharia
| 0Gols0 | Jogador | Clube |
| ------ | ------- | ----- |

## Classificação geral
| Pos | Equipe                 | Pts | J  | V  | E  | D  | GP | GC | SG  | Classificação                                                     |
| --- | ---------------------- | --- | -- | -- | -- | -- | -- | -- | --- | ----------------------------------------------------------------- |
| 1   | Peñarol                | 60  | 30 | 16 | 12 | 2  | 49 | 21 | +28 | Final do campeonato e fase de grupos da Copa Libertadores de 2022 |
| 2   | Nacional               | 57  | 30 | 17 | 6  | 7  | 46 | 29 | +17 | Fase de grupos da Copa Libertadores de 2022                       |
| 3   | Plaza Colonia          | 56  | 30 | 16 | 8  | 6  | 40 | 25 | +15 | Segunda fase da Copa Libertadores de 2022                         |
| 4   | Montevideo City Torque | 50  | 30 | 15 | 5  | 10 | 52 | 38 | +14 | Primeira fase da Copa Libertadores de 2022                        |
| 5   | Cerro Largo            | 47  | 30 | 12 | 11 | 7  | 44 | 33 | +11 | Primeira fase da Copa Sul-Americana de 2022                       |
| 6   | Montevideo Wanderers   | 44  | 30 | 13 | 5  | 12 | 35 | 34 | +1  | Primeira fase da Copa Sul-Americana de 2022                       |
| 7   | Liverpool              | 42  | 30 | 12 | 6  | 12 | 53 | 39 | +14 | Primeira fase da Copa Sul-Americana de 2022                       |
| 8   | River Plate            | 42  | 30 | 11 | 9  | 10 | 45 | 42 | +3  | Primeira fase da Copa Sul-Americana de 2022                       |
| 9   | Fénix                  | 40  | 30 | 10 | 10 | 10 | 38 | 40 | −2  |                                                                   |
| 10  | Cerrito                | 40  | 30 | 11 | 7  | 12 | 34 | 37 | −3  |                                                                   |
| 11  | Boston River           | 36  | 30 | 9  | 9  | 12 | 38 | 41 | −3  |                                                                   |
| 12  | Progreso               | 36  | 30 | 9  | 9  | 12 | 25 | 33 | −8  |                                                                   |
| 13  | Deportivo Maldonado    | 31  | 30 | 8  | 7  | 15 | 24 | 40 | −16 |                                                                   |
| 14  | Sud América            | 31  | 30 | 8  | 7  | 15 | 29 | 48 | −19 |                                                                   |
| 15  | Rentistas              | 30  | 30 | 8  | 6  | 16 | 30 | 45 | −15 |                                                                   |
| 16  | Villa Española         | 15  | 30 | 2  | 9  | 19 | 26 | 60 | −34 |                                                                   |

## Tabela de rebaixamento
Haverá três rebaixados diretos para a segunda divisão de 2022. O critério de rebaixamento definido pela AUF para esta temporada foi o de elaborar uma tabela de promédios somando os pontos obtidos pelas respectivas equipes no Campeonato Uruguaio de 2020 e no Campeonato Uruguaio de 2021, no qual as três piores pontuadoras no final da temporada caem.
Para obter o quociente, soma-se a quantidade de pontos obtidos e se divide entre as partidas jogadas. Em caso de empate no promédio de pontos, deve-se realizar o promédio de saldo de gols (saldo de gols dividido entre as partidas jogadas na primeira divisão nas duas últimas temporadas).
| Pos. | Equipe                 | Pts 2020 | Pts 2021 | Total Pts | Total J | PROM  | Rebaixamento                   |
| ---- | ---------------------- | -------- | -------- | --------- | ------- | ----- | ------------------------------ |
| 1    | Nacional               | 69       | 57       | 126       | 67      | 1.881 |                                |
| 2    | Peñarol                | 65       | 60       | 125       | 67      | 1.866 |                                |
| 3    | Montevideo City Torque | 61       | 50       | 111       | 67      | 1.657 |                                |
| 4    | Liverpool              | 65       | 42       | 107       | 67      | 1.597 |                                |
| 5    | Plaza Colonia          | 46       | 56       | 102       | 67      | 1.522 |                                |
| 6    | Cerro Largo            | 50       | 47       | 97        | 67      | 1.448 |                                |
| 7    | Montevideo Wanderers   | 52       | 44       | 96        | 67      | 1.433 |                                |
| 8    | River Plate            | 49       | 42       | 91        | 67      | 1.358 |                                |
| 9    | Fénix                  | 49       | 40       | 89        | 67      | 1.328 |                                |
| 10   | Deportivo Maldonado    | 46       | 31       | 77        | 67      | 1.149 |                                |
| 11   | Rentistas              | 47       | 30       | 77        | 67      | 1.149 |                                |
| 12   | Boston River           | 40       | 36       | 76        | 67      | 1.134 |                                |
| 13   | Cerrito                | -        | 40       | 40        | 30      | 1.333 |                                |
| 14   | Progreso               | 38       | 36       | 74        | 67      | 1.104 | Rebaixamento à segunda divisão |
| 15   | Sud América            | -        | 31       | 31        | 30      | 1.033 | Rebaixamento à segunda divisão |
| 16   | Villa Española         | -        | 15       | 15        | 30      | 0.5   | Rebaixamento à segunda divisão |

## Final
Caso o maior pontuador da tabela anual seja também campeão do Apertura ou do Clausura, haverá apenas a final entre os campeões. Caso a mesma equipe vença ambos os torneios, mas não seja a maior pontuadora na tabela geral, haverá apenas a final entre as equipes. Caso a mesma equipe vença os torneios e seja a maior pontuadora na tabela geral, esta sera declarada campeã diretamente, sem necessidade de final.
| 7 de dezembro de 2021                                              | Plaza Colonia | 1 – 1 (7 − 8 pen.)                                                                    | Peñarol    | Estádio Centenário, Montevidéu |  |
| 20:30 (UTC−3)                                                      | López 34' (p) |                                                                                       | Torres 38' |                                |  |
|                                                                    |               | Penalidades                                                                           |            |                                |  |
| Mascia Ruíz Díaz Umeres Calleros Souza Suhr Redín Olivera Zeballos |               | Álvarez Martínez Musto Canobbio Bentancourt Wallace Busquets Elizalde González Gaitán |            |                                |  |

## Artilharia geral
| Gols | Jogador | Time |
| ---- | ------- | ---- |

## Premiação
| Campeonato Uruguaio de 2021 |
| --------------------------- |
| Peñarol Campeão (51°título) |